# Marie Jay Marchand-Arvier
Marie Jay Marchand-Arvier (* 8. April 1985 in Laxou; bis Juni 2014 Marie Marchand-Arvier) ist eine ehemalige französische Skirennläuferin. Sie gewann die Silbermedaille im Super-G bei den Weltmeisterschaften 2009, konnte sich fünfmal unter den ersten Drei im Weltcup platzieren und wurde fünfmal Französische Meisterin.

## Biografie
Marchand-Arvier nahm im Dezember 2000 erstmals an FIS-Rennen teil, Einsätze im Europacup folgten ab Januar 2002. Im Alpinen Skiweltcup startet sie in den Disziplinen Abfahrt, Super-G, Super-Kombination und seltener auch im Riesenslalom. Ihr erstes Rennen war am 14. Januar 2004 der Super-G von Cortina d’Ampezzo. Die ersten Weltcup-Punkte holte sie ein Jahr später bei der Abfahrt in Cortina d’Ampezzo. Erst gegen Ende der Saison 2005/06 konnte sie sich erneut in den Punkterängen platzieren und fuhr auch erstmals unter die Top 15. In der Saison 2006/07 erreichte sie ihre ersten Podestplätze – am 20. Januar 2007 in Cortina d’Ampezzo und am 14. März 2007 in Lenzerheide wurde sie jeweils Dritte in der Abfahrt.
Die erste Großveranstaltung für Marchand-Arvier waren die Olympischen Winterspiele 2006 in Turin, wo sie 15. in der Abfahrt, 25. im Super-G und 18. in der Kombination wurde. Sie nahm an den Weltmeisterschaften 2007 in Åre teil und belegte in der Abfahrt Rang 11 und im Super-G Rang 18. Ihren bisher größten Erfolg feierte sie bei den Weltmeisterschaften 2009 in Val-d’Isère mit dem Gewinn der Silbermedaille im Super-G. Die Super-Kombination beendete sie am fünften und die Abfahrt am sechsten Rang.
Im Weltcup fuhr Marchand-Arvier in den Saisonen 2007/08 und 2008/09 mehrmals unter die schnellsten zehn, der nächste Podestplatz gelang ihr aber erst am 31. Januar 2010 mit Rang zwei im Super-G von St. Moritz. Fünf Wochen zuvor war sie im Super-G von Val-d’Isère schwer gestürzt, erlitt dabei aber nur leichte Verletzungen. Bei den Olympischen Winterspielen 2010 wurde Marchand-Arvier Siebte in der Abfahrt und Zehnte in der Super-Kombination. Im Super-G schied sie aus. Nur ein Top-10-Ergebnis erzielte Marchand-Arvier in der Weltcupsaison 2010/11. Bei den Weltmeisterschaften 2011 in Garmisch-Partenkirchen war ihr bestes Resultat der 15. Platz in der Super-Kombination.
In der Saison 2011/12 fuhr Marchand-Arvier als Zweite der Abfahrt von Lake Louise einmal auf das Podest. Weitere vier Mal – dreimal in der Abfahrt und einmal im Super-G – kam sie unter die schnellsten zehn. Im Abfahrtsweltcup erreichte sie den achten Platz und damit ihre bisher beste Gesamtplatzierung in dieser Disziplin. Im Juni 2014 heiratete sie den französischen Biathleten Vincent Jay. Am 19. März 2015 bestritt sie mit dem Super-G von Méribel ihr letztes Weltcuprennen, kurz darauf beendete sie ihre Karriere.

## Erfolge

### Olympische Spiele
- Turin 2006: 15. Abfahrt, 18. Kombination, 25. Super-G
- Vancouver 2010: 7. Abfahrt, 10. Super-Kombination

### Weltmeisterschaften
- Åre 2007: 11. Abfahrt, 18. Super-G
- Val-d’Isère 2009: 2. Super-G, 5. Super-Kombination, 6. Abfahrt
- Garmisch-Partenkirchen 2011: 15. Super-Kombination, 20. Super-G, 22. Abfahrt
- Schladming 2013: 14. Abfahrt, 14. Super-G
- Vail/Beaver Creek 2015: 14. Super-G, DNF Abfahrt

### Juniorenweltmeisterschaften
- Briançonnais 2003: 15. Abfahrt
- Maribor 2004: 8. Abfahrt, 13. Kombination, 37. Slalom, 40. Super-G, 45. Riesenslalom

### Weltcup
- Saison 2006/07: 9. Abfahrtsweltcup
- Saison 2008/09: 8. Kombinationsweltcup
- Saison 2011/12: 8. Abfahrtsweltcup
- 5 Podestplätze in Einzelrennen
- 1 Podestplatz bei Mannschaftswettbewerben

### Europacup
- Saison 2003/04: 7. Abfahrtswertung
- 3 Podestplätze, davon 1 Sieg:

| Datum             | Ort           | Land    | Disziplin |
| ----------------- | ------------- | ------- | --------- |
| 20. Dezember 2012 | Crans-Montana | Schweiz | Super-G   |

### Weitere Erfolge
- 5 französische Meistertitel:
  - 1 × Kombination (2004)
  - 1 × Super-Kombination (2008)
  - 3 × Super-G (2008, 2010 und 2011)
- 5 Siege in FIS-Rennen